# Wólka Ryńska
Wólka Ryńska (deutsch Rheindorfshof) ist ein kleiner Ort in der polnischen Woiwodschaft Ermland-Masuren und gehört zur Gmina Reszel (Stadt- und Landgemeinde Reszel, deutsch Rößel) im Powiat Kętrzyński (Kreis Rastenburg).

## Geographische Lage
Wólka Ryńska liegt in der nördlichen Mitte der Woiwodschaft Ermland-Masuren  an der südöstlichen Stadtgrenze von Reszel (Rößel) und 14 Kilometer südwestlich der Kreisstadt Kętrzyn (Rastenburg).

## Geschichte
Im Jahre 1786 wurde das Gut Rheindorfshof durch einen Abbau vom Dorf Robawen (1938 bis 1945 Robaben, polnisch Robawy) gegründet. Bis etwa 1820 wurde es Eggertshof genannt. Es handelte sich ursprünglich um einen großen Hof und bis 1945 um einen Wohnplatz innerhalb der Gemeinde Robawen im Kreis Rößel im Regierungsbezirk Königsberg (ab 1905: Regierungsbezirk Allenstein) in der preußischen Provinz Ostpreußen. 1820 zählte Rheindorfhof 24, 1885 bereits 65 und 1905 noch 37 Einwohner.
Als 1945 in Kriegsfolge das gesamte südliche Ostpreußen an Polen überstellt wurde, war auch Rheindorfshof davon betroffen und erhielt die polnische Namensform „Wólka Ryńska“. Heute ist der kleine Weiler (polnisch Osada) eine Ortschaft innerhalb der Stadt- und Landgemeinde Reszel (Rößel) im Powiat Kętrzyński (Kreis Rastenburg), bis 1998 der Woiwodschaft Olsztyn, seither der Woiwodschaft Ermland-Masuren zugehörig.

## Kirche
Bis 1945 war Rheindorfshof in die evangelische Kirche Rößel in der Kirchenprovinz Ostpreußen der Kirche der Altpreußischen Union sowie in die katholische Kirche St. Peter und Paul Rößel im damaligen Bistum Ermland eingepfarrt.
Heute gehört Wólka Ryńska wie vorher zur katholischen Pfarrkirche Reszel im jetzigen Erzbistum Ermland innerhalb der polnischen katholischen Kirche. Die evangelischen Kirchenmitglieder orientieren sich jetzt zur Pfarrei Kętrzyn (Rastenburg) in der Diözese Masuren der Evangelisch-Augsburgischen Kirche in Polen.

## Verkehr
Wólka Ryńska liegt zwei Kilometer vom Zentrum der Stadt Rezsel entfernt und ist Endpunkt einer Nebenstraße, die von der Woiwodschaftsstraße 590 abzweigt. Eine Bahnanbindung besteht nicht mehr, seit die Stadt Reszel als nächste Bahnstation im Jahre 2006 vom Schienenverkehr abgekoppelt wurde.